# متئو باتیستینی
متئو باتیستینی (انگلیسی: Matteo Battistini؛ زادهٔ ۱۸ فوریهٔ ۱۹۹۴) بازیکن فوتبال اهل ایتالیا است.